# Frohna
Frohna – miasto w Stanach Zjednoczonych, w stanie Missouri, w hrabstwie Perry.